# کوئینتت زهی شماره ۱ (دورژاک)

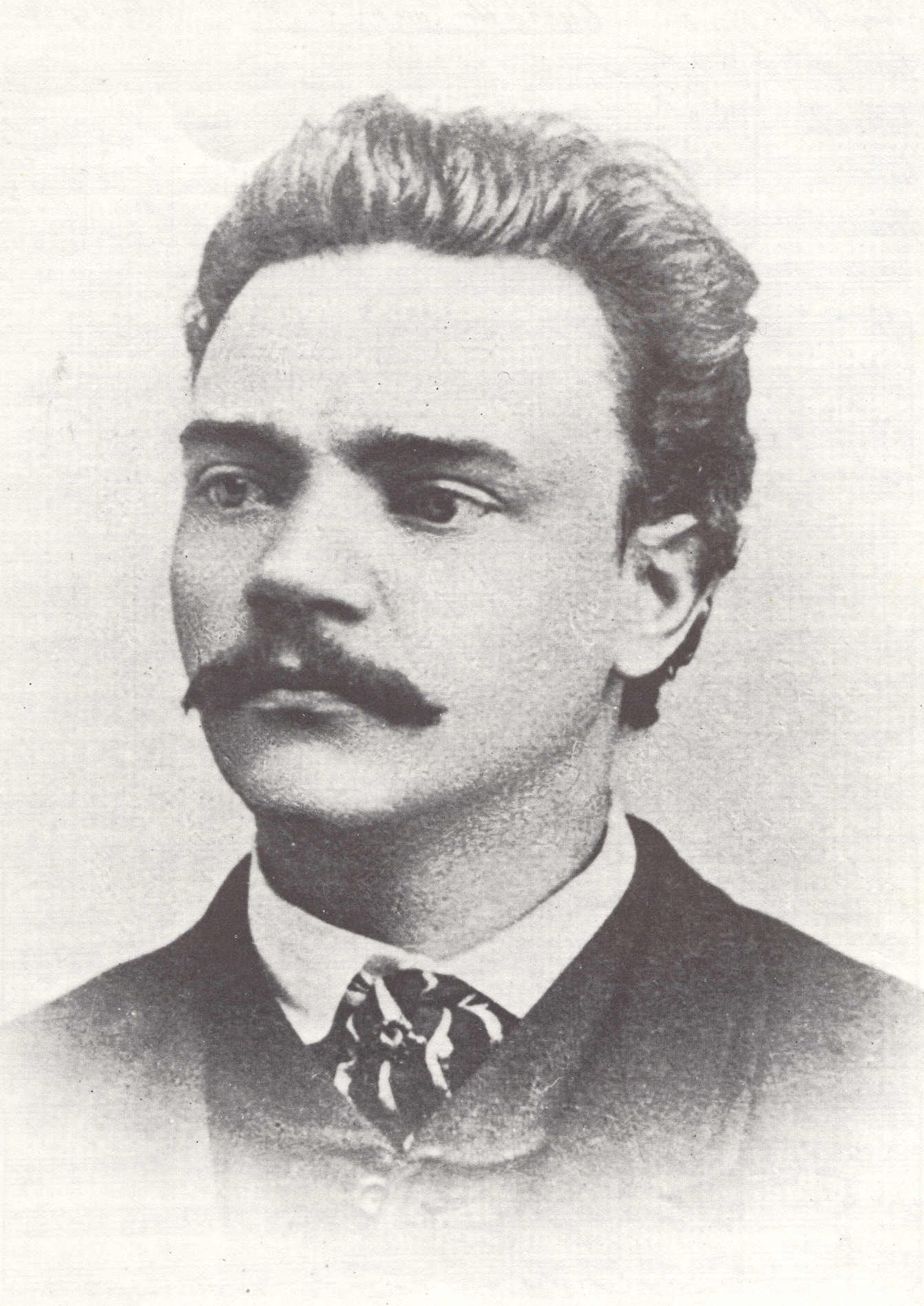
عکس آنتون دورژاک در سال ۱۸۶۸

کوئینتت زهی شماره ۱، در لا مینور اپوس. ۱ ، یک کوئینتت زهی از آنتونین دورژاک است که برای دو ویولن، دو ویولا و ویولنسل ساخته شده است.  این قطعه که در سال ۱۸۶۱ ساخته شد، اولین قطعه ای است که او به آن شماره اپوس اختصاص داد و اولین اثری است که در ۲۰ سالگی کار خود را به عنوان آهنگساز آغاز کرد. این قطعه تا سال ۱۹۲۱، ۱۷ سال پس از مرگ او، به نمایش درنیامد و اولین بار در سال ۱۹۴۳ منتشر شد 

این قطعه شامل سه موومان است:
1. آداجو — آلگرو ma non troppo (لا مینور)
2. لنتو (فا ماژور)
3. پایانی. آلگرو کُن بریو (لا مینور)